# San José, Santa Catarina
San José är en ort i Mexiko.   Den ligger i kommunen Santa Catarina och delstaten San Luis Potosí, i den centrala delen av landet, 230 km norr om huvudstaden Mexico City. San José ligger 751 meter över havet och antalet invånare är 276.
Terrängen runt San José är kuperad. Runt San José är det ganska glesbefolkat, med 23 invånare per kvadratkilometer. Närmaste större samhälle är San Diego, 4,7 km väster om San José. I omgivningarna runt San José växer huvudsakligen savannskog.